# Zakaznik Dolina Dzerena
Zakaznik Dolina Dzerena (Russisch: Государственный природный заказник федерального значения Долина дзерена; Nederlands: Vallei van de Mongoolse gazellen) is een natuurreservaat gelegen in het zuiden van de kraj Transbaikal en valt onder het beheer van het naastgelegen Biosfeerreservaat Daoerski. De oprichting tot zakaznik vond plaats op 24 november 2011 per decreet (№ 2116-r/2011) van de regering van de Russische Federatie. Het doel van oprichting was om de bescherming van de historische trekroutes van de Mongoolse gazelle tussen Mongolië en Biosfeerreservaat Daoerski te waarborgen.

## Kenmerken
Zakaznik Dolina Dzerena is gelegen in de Euraziatische steppezone in de regio Daurië. De zuidgrens van het reservaat valt samen met de landgrens van Rusland met Mongolië en China en grenst in het westen aan Biosfeerreservaat Daoerski. Het werk om de Mongoolse gazelle (Procapra gutturosa) te beschermen begon in 1992 toen er opnieuw een kalf werd geboren in Russisch Daurië, na de uitroeiing van de soort in Kraj Transbaikal in 1970. Sindsdien begon de soort zich langzaam te herstellen en een doorbraak vond plaats in de winter van 2000/2001 toen vele duizenden Mongoolse gazellen het gebied introkken. De lokale bevolking onthaalde ze echter niet met gastvrijheid en vele individuen werden gedood. Daaropvolgend werden de beschermingsmaatregelen geïntensiveerd om de soort te beschermen voor stropers en bewustzijn te creëren onder de lokale bevolking. Dankzij de steun van zowel gewone mensen als federale agentschappen kon de soort zich herstellen. In een census uitgevoerd in 2015 werden de aantallen in Biosfeerreservaat Daoerski, Zakaznik Dolina Dzerena en omringende gebieden op maar liefst 6.100 individuen geraamd.

## Dierenwereld
Het reservaat is van bijzonder belang voor de Mongoolse gazelle, maar andere soorten kunnen ook profiteren van de beschermingsmaatregelen, waaronder diersoorten als tarbagan (Marmota sibirica), manoel (Otocolobus manul), Daurische grondeekhoorn (Spermophilus dauricus), Daurische molhamster (Myospalax aspalax), jufferkraanvogel (Anthropoides virgo), grote trap (Otis tarda), sakervalk (Falco cherrug), steppearend (Aquila nipalensis) en oehoe (Bubo bubo).